# Agriocnemis inversa
Agriocnemis inversa är en trollsländeart som beskrevs av Karsch 1899. Agriocnemis inversa ingår i släktet Agriocnemis och familjen dammflicksländor. IUCN kategoriserar arten globalt som livskraftig. Inga underarter finns listade i Catalogue of Life.